# Варварівка (старостинський округ № 9)
Варва́рівка — село в Україні, у Вовчанській міській громаді Чугуївського району Харківської області. Населення — 23 осіб. До 2020 орган місцевого самоврядування — Рубіжненська сільська рада.

## Географія
Село Варварівка знаходиться за 1 км від села Ізбицьке, неподалік від витоку річки Стариця. Село оточене великими лісовими масивами, у тому числі ліс Заломний, урочище Протасове (дуб).

## Історія
12 червня 2020 року, відповідно до Розпорядження Кабінету Міністрів України  № 725-р «Про визначення адміністративних центрів та затвердження територій територіальних громад Харківської області», увійшло до складу Вовчанської міської громади.
19 липня 2020 року, в результаті адміністративно-територіальної реформи та ліквідації Вовчанського району, село увійшло до складу Чугуївського району.